# 이반 샤피나
이반 샤피나(크로아티아어: Ivan Šapina, 1999년 11월 17일~)는 크로아티아의 태권도 선수이다. 2024년 하계 올림픽 남자 미들급에 참가했으며 세계 선수권 대회에서 은메달 1개, 동메달 1개를 획득했다.